# Arenaria chamdoensis
Arenaria chamdoensis là loài thực vật có hoa thuộc họ Cẩm chướng. Loài này được C.Y.Wu ex L.H.Zhou mô tả khoa học đầu tiên năm 1997.